# Chiusi
Chiusi is een kleine stad in Toscane (Italië) van ruim 8000 inwoners. Chiusi was oorspronkelijk een Etruskische stad (voor Chiusi in de oudheid, zie Clusium). De stad was strategisch gelegen op een heuvel ten westen van de rivier Chiana. Hoewel de grootte het misschien niet doet vermoeden was Chiusi een belangrijke drager van de Etruskische politiek en cultuur. Het kende zijn bloeitijd tussen de zesde en de vijfde eeuw v.Chr.. Nadat het door Rome was ingelijfd verloor het veel van zijn grandeur.
Aan het einde van de 6de eeuw na Christus werd Chiusi een van de belangrijkste hertogdommen van de Longobarden.
Chiusi is nu vooral bekend door de verzameling Etruskische kunstvoorwerpen en urnen in het Museo Nazionale Etrusco. Daarnaast telt het talrijke kerken die artistieke waarde hebben, zoals de kathedraal San Secondiano.

## Galerij

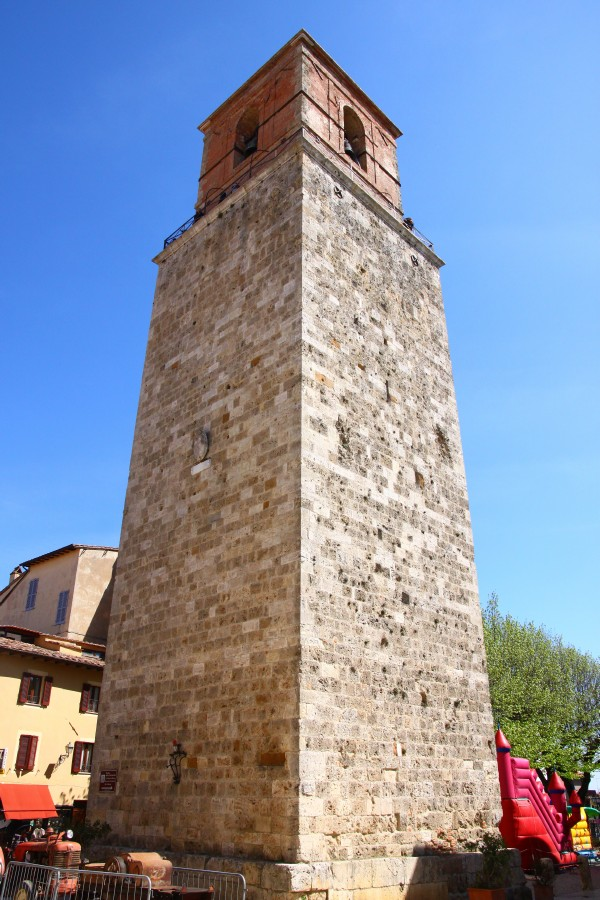
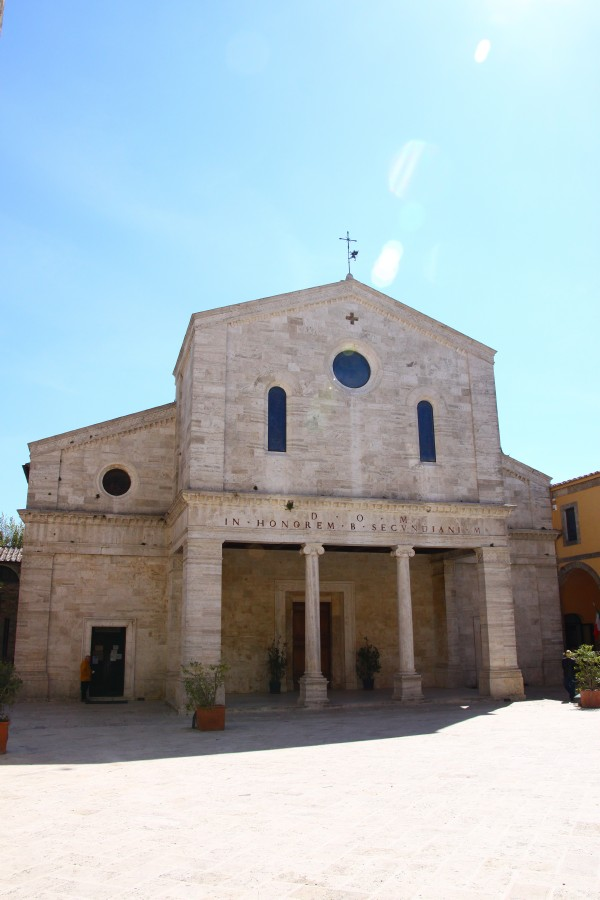
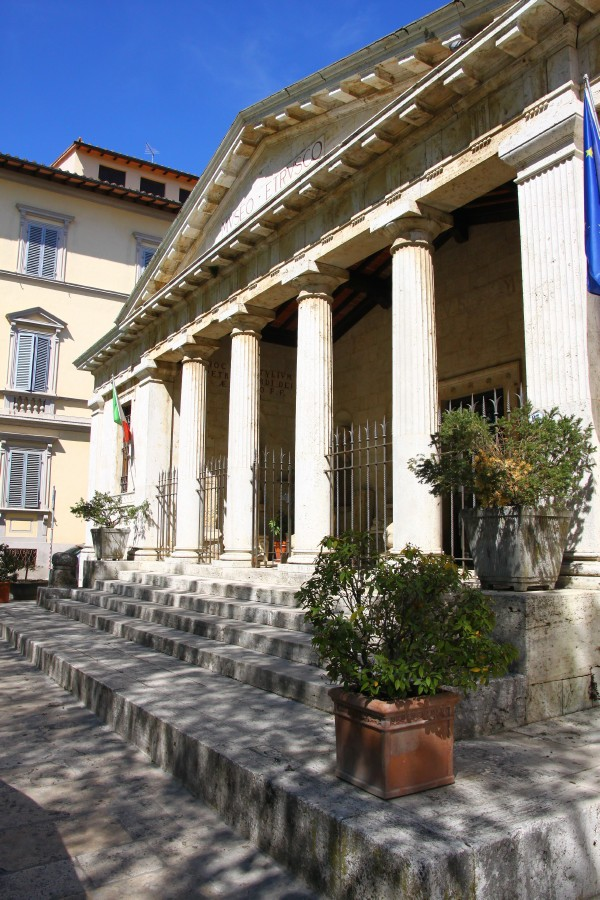
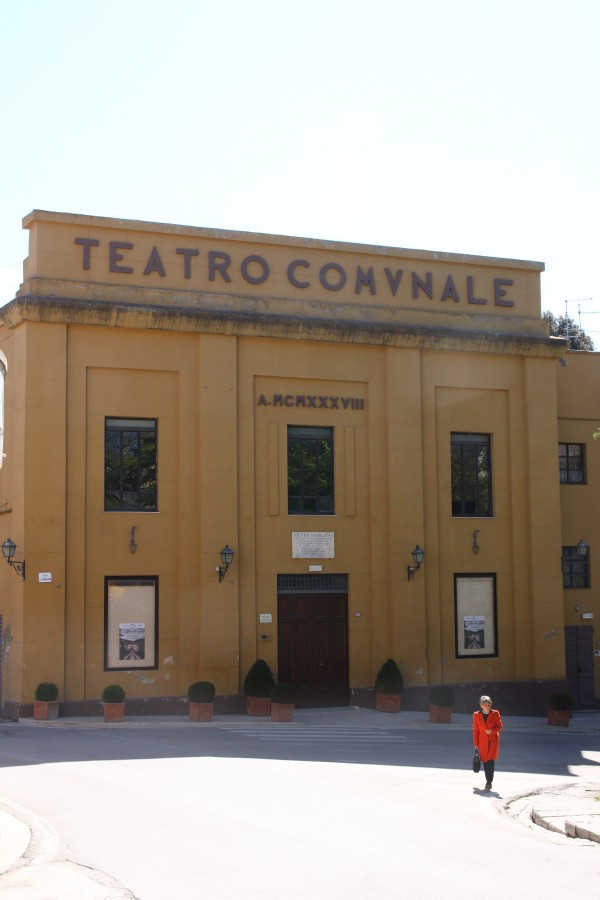
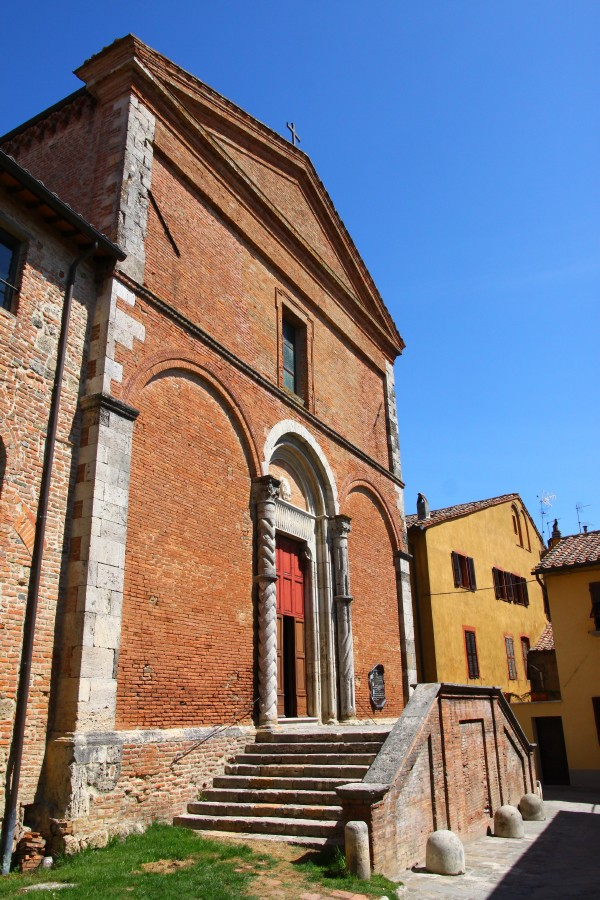
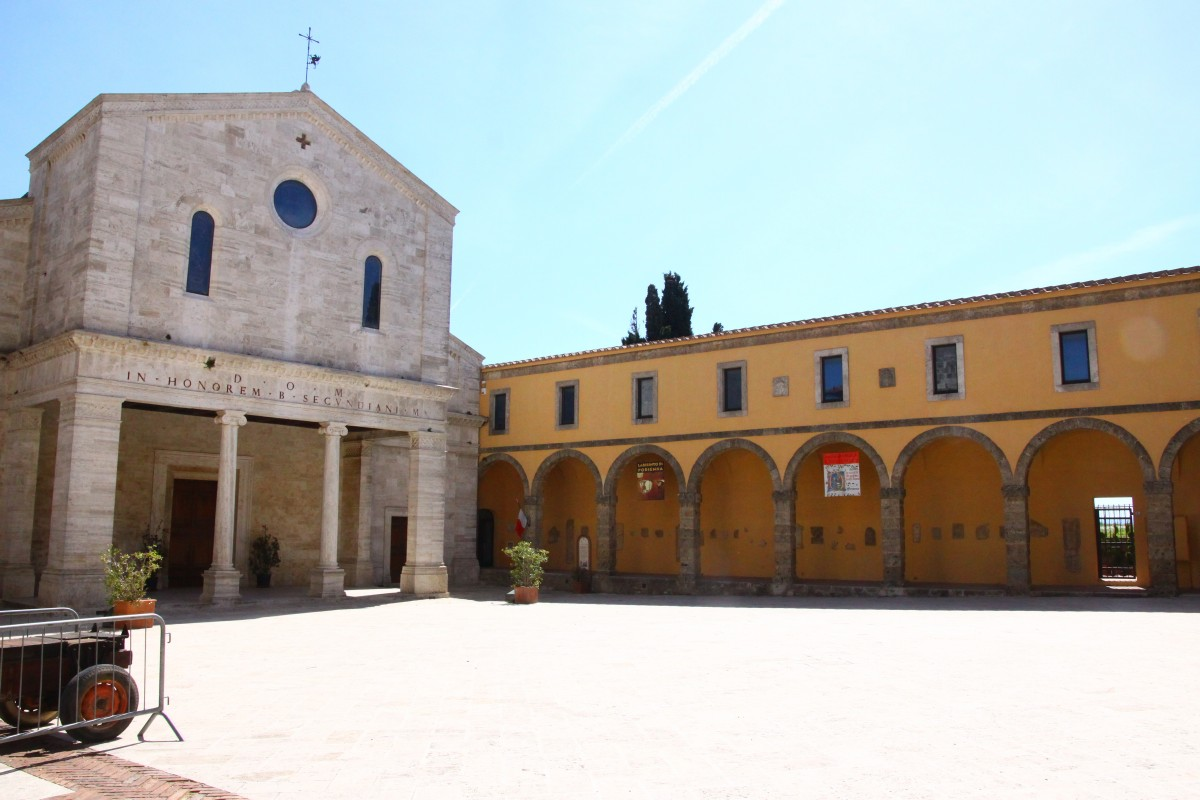
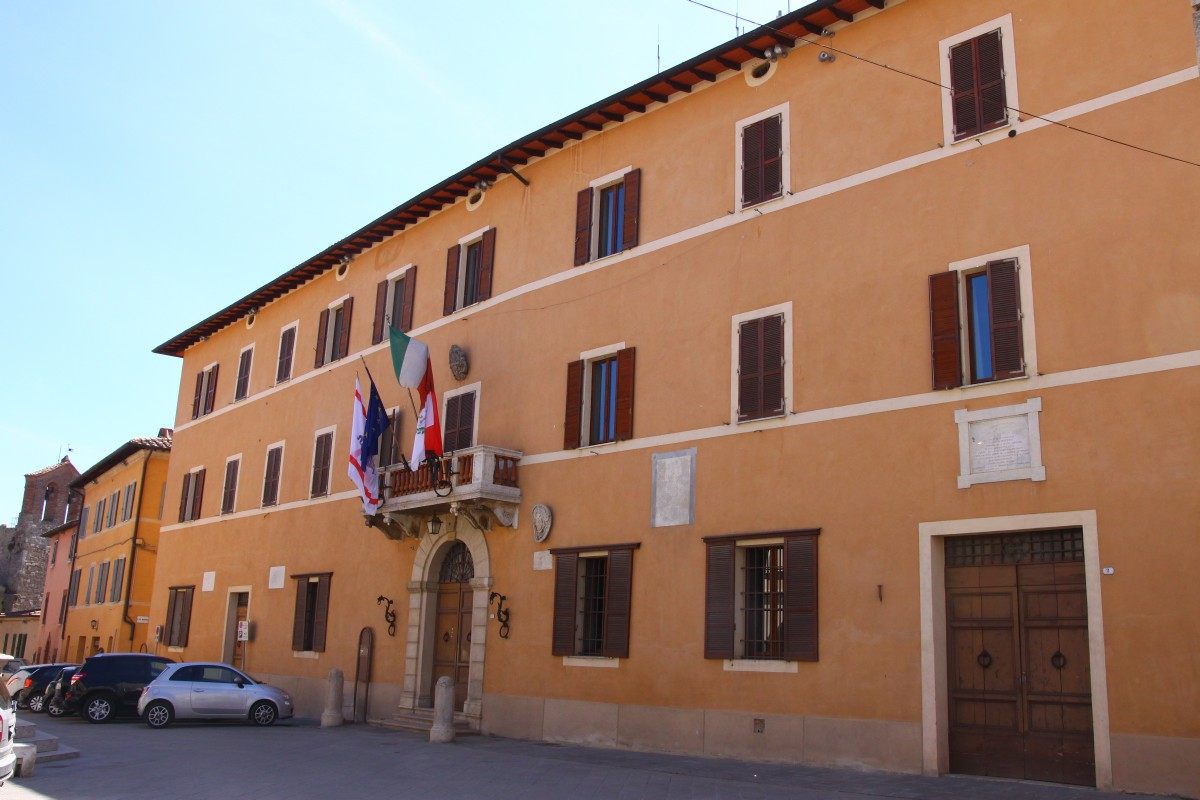